# Ходжамов, Жахонгир Жасурович
Жахонгир Жасурович Ходжамов (24 мая 1996, Туркестан, Южно-Казахстанская область, Казахстан) — казахстанский футболист, полузащитник.

## Клубная карьера
Футбольную карьеру начинал в 2014 году в составе клуба «Бунёдкор».
В сентябре 2017 году подписал контракт с клубом «Энергетик-БГУ». 31 марта 2019 года в матче против клуба «Слуцк» дебютировал в чемпионате белоруссии (0:0).
В 2022 году подписал контракт с клубом «Яссы».

## Достижения
«Кыран»
- Бронзовый призёр Первой лиги: 2020

## Клубная статистика
| Игровая карьера | Игровая карьера | Игровая карьера | Лига | Лига | Кубок | Кубок | Межд. | Межд. | Др. | Др. |
| --------------- | --------------- | --------------- | ---- | ---- | ----- | ----- | ----- | ----- | --- | --- |
| 2017            | Энергетик-БГУ   | Б               | 7    | 0    | —     | —     | —     | —     | —   | —   |
| 2018            | Энергетик-БГУ   | Б               | 16   | 1    | 2     | 0     | —     | —     | —   | —   |
| 2019            | Энергетик-БГУ   | А               | 7    | 0    | 1     | 0     | —     | —     | —   | —   |
| 2020            | Кыран           | Б               | 4    | 0    | —     | —     | —     | —     | —   | —   |
| 2022            | Яссы            | Б               | 17   | 3    | 1     | 0     | —     | —     | —   | —   |
| 2023            | Жетысай         | В               | 7    | 0    | 3     | 1     | —     | —     | —   | —   |